# آنا گاوالدا
آنا گاوالدا (به فرانسوی: Anna Gavalda) رمان‌نویس قرن بیست و یکم میلادی اهل فرانسه است. از او تاکنون چند رمان و مجموعه داستان کوتاه به فارسی ترجمه شده‌است.

## زندگی
گاوالدا مادر دو فرزند و از همسر خود جدا شده‌است. او در شهر مولن، سن-ا-مارن، در ۵۰ کیلومتری جنوب شرقی پاریس زندگی می‌کند و علاوه بر نوشتن رمان، با مجله Elle نیز همکاری دارد.

## آثار
- کاش کسی جایی منتظرم باشد ؛ عنوان اصلی : Je voudrais que quelqu'un m'attende quelque part - ترجمه با عنوان دوست داشتم کسی جایی منتظرم باشد مترجم فرمهر امیردوست، نشر حوض نقره (۱۳۹۵) مترجم الهام دارچینیان، نشر قطره (۱۳۹۸) مترجم سولماز واحدی کیا، نشر کتاب کوله‌پشتی (۱۳۹۹) - ترجمه با عنوان کاش کسی جایی منتظرم باشد مترجم شهرزاد ضیایی، نشر شمشاد (۱۳۹۷) مترجم ناهید فروغان، نشر ماهی (۱۳۹۹)- ترجمه با عنوان کاش کسی جایی منتظرم باشد مترجم مرتضی سعیدی‌تبار نشر آزرمیدخت (۱۳۹۶) - ۱۶۸ صفحه (رمانچه)
- دوستش داشتم ؛ عنوان اصلی : Je l'aimais ترجمه با عنوان من او را دوست داشتم، مترجم مینا آذری، نشر یوبان (۱۳۹۶) مترجم الهام دارچینیان، نشر قطره (۱۳۹۷)، مترجم غزاله رمضانی، نشر آوای چکامه (۱۳۹۹) - ترجمه با عنوان دوستش داشتم، مترجم شهرزاد ضیایی، نشر پارس (۱۳۹۶)، مترجم رضا زارع، نشر آزرمیدخت (۱۳۹۷)، مترجم ناهید فروغان، نشر ماهی (۱۳۹۹) - ۱۵۲ صفحه (رمانچه)
- فرار دلنشین ؛ عنوان اصلی: L'Échappée belle، مترجم الهام دارچینیان، نشر قطره، چاپ سوم، (۱۳۹۱) - ۱۲۰ صفحه (رمانچه).
- پس پرده؛ عنوان اصلی: Fendre l'armure، مترجم عاطفه حبیبی، انتشارات چترنگ، چاپ دوم، (۱۳۹۶) ـ ۲۲۴ صفحه (رمان)
- با هم، همین و بس؛ عنوان اصلی: Ensemble, c’est tout, مترجم ناهید فروغان، نشر ماهی، (١٣٩٤) ـ ٦٠۸ صفحه (رمان)